# Alonso Girón y Rebolledo
Alonso Girón y Rebolledo fue un poeta valenciano reconocido tanto por sus orígenes nobles, la Casa Girón, como por sus obras literarias durante la mitad del siglo XVI. Asimismo, ocupó varios cargos en Valencia.
A través de la familia le viene parte de su relación con los movimientos culturales y la poesía petrarquista de la década de 1580. En 1543, su tía doña Ana Girón de Rebolledo fue la promotora de la publicación de la poesía petrarquista de Juan Boscán, su esposo, y del amigo de este, Garcilaso de la Vega. Fue elogiado por grandes poetas y escritores contemporáneos. Uno de ellos fue Miguel de Cervantes, quien le dedicó la octava 91 del "Canto de Calíope" dentro de La Galatea (1585):

Meresce bien en este insigne valle

lugar illustre, assiento conoscido,
aquel a quien la fama quiere dalle
el nombre que su ingenio ha merescido.
Tenga cuydado el cielo de loalle,
pues es del cielo su valor crescido:
el cielo alabe lo que yo no puedo

del sabio don Alonso Rebolledo (91).
Bonilla y Schevill 234

Su libro Ochavario Sacramental fue publicado por Pedro de Huete, otro de los ingenios incluidos en el "Canto de Calíope" de Miguel de Cervantes.
Además, es reconocido dentro de varios textos como la Diana enamorada (1564) de Gaspar Gil Polo, donde incluyó un soneto preliminar en forma dialogada.

## Obras
La Pasión de nuestro Señor Jesucristo en quintillas, siguiendo el Evangelio de San Juan ( Juan Mey, 1563). Tuvo reediciones: la segunda edición en 1574, por Juan Navarro; tercera, en 1588 por sus herederos.
El Ochavario Sacramental (Valencia, Pedro de Huete, 1572).
Decimas/Décadas en alabanza al claro varón Fray Pedro Nicolás Factor (Fray Cristóbal Moreno, 1586)

En la Diana enamorada (1564) bajo el nombre de "don Alonso Girón y de Rebolledo" se incluye este soneto: 
LECTOR -- DIANA
--Buen libro, Diana. --En todo extremo es bueno.
--¿Qué sientes de él? --Placer de andar penada.
--¿Y qué es la pena? --Amar cosa olvidada.
--¿Es Jorge o Pérez? --No, que es muy terreno
amarme a mí. --¿Qué cosa hay más alçada?
--Hazerme Garpar Gil enamorada,
que lo estoy ya más de él que de Sireno.
--¿En qué tuvo primor?-- En verso y prosa.
--¿Quién juzga esso? --Ingenios delicados.
--¿Tanta luz da? --Alumbra todo el suelo.
--¿Cuál quedará su patria? --Muy dichosa.
--¿Y los pöetas todos? --Afrentados.
--¿Y como se dirá? --Polo del cielo.